# Velîka Kuplea, Berezne
Velîka Kuplea (în ucraineană Велика Купля) este un sat în comuna Velîke Pole din raionul Berezne, regiunea Rivne, Ucraina.

## Demografie
Componența lingvistică a localității Velîka Kuplea
     Ucraineană (99,39%)
     Alte limbi (0,61%)
Conform recensământului din 2001, majoritatea populației localității Velîka Kuplea era vorbitoare de ucraineană (99,39%), existând în minoritate și vorbitori de alte limbi.